# Cybernator
Cybernator, connu au Japon sous le nom Assault Suits Valken (重装機兵ヴァルケン, Jūsō Kihei Varuken), est un jeu vidéo de plates-formes en scrolling horizontal développé par NCS Corp et édité en 1993 par Konami sur Super Nintendo.
C'est indirectement une préquelle de Target Earth.

## Scénario
En 2065 AD, les ressources sur Terre s'amenuisent et deux gouvernements: l'Axe et la Fédération sont en guerre globale pour leur contrôle sur Terre et dans l'Espace. Le héros, Jake Brain, à bord du Versis, est un pilote de mécha de la Fédération, sa mission est de détruire une arme redoubtable de l'Axe, le mécha Bildvorg.
Le jeu possède deux fins différentes. La mauvaise fin peut être acquise si le joueur échoue la plupart des missions secondaires dans le jeu, comme le fait de ne pas empêcher la station Arc Nova de tomber sur la Terre, ou de permettre l'évasion de la navette spatiale ennemie à la fin de la 5e mission. Dans cette fin, le Versis est gravement endommagé et la plupart de ses membres d'équipage sont tués, y compris Claire, ce qui laisse Jake dévasté, comme on peut le voir dans les crédits de fin. Si le joueur réussit les missions secondaires, le Versis survit et Jake revient au transporteur, la guerre est finie et Jake et Claire s'embrassent sur le pont du Versis.

## Différences entre les versions
Cybernator a fait l'objet de censure pour les versions américaines et européennes. Dans la version japonaise les dialogues écrits étaient accompagnés d'un portrait de l'orateur, mais ces portraits ont été enlevés dans les autres versions. Il y a aussi une scène absente dans laquelle le président des forces ennemies, dont la bannière est l'Union européenne, après avoir réalisé que sa nation est vaincue, se suicide d'une balle dans la tête. En outre, certains dialogues ont été supprimés, comme celui qui permet de comprendre que le soldat sauvé au quatrième niveau est celui que l'on retrouve dans le robot du boss final.
Le manuel d'instruction de la version anglaise est également remplis de renseignements incohérents. Par exemple, la sixième mission se déroule dans les Alpes où le Versis tente de survoler les montagnes pour atteindre les lignes de front allié, mais selon le manuel, l'objectif du joueur est d'attaquer la retraite du commandant ennemi sur la montagne.

## Système de jeu
Une des originalités du jeu réside dans ses fins alternatives.

## Postérité
- 2004 - PlayStation 2, remake nommé Assault Suits Valken ;
- 2007 - Wii, réédition CV (version Super Nintendo).